# NBA Community Assist Award
Der NBA Community Assist Award (ursprünglich monatliche Verleihung) oder Bob Lanier Community Assist Award (jährliche und mittlerweile auch monatliche Verleihung) ist ein monatlich und jährlich – auch mehrfach – verliehener Preis des der globalen gesellschaftlichen Verpflichtung dienenden NBA-Cares-Programmes der National Basketball Association (NBA). NBA Cares unterhält diverse Programme zur Förderung der Jugend und der Familien, der geistigen, seelischen und körperlichen Gesundheit, des internationalen Austausches, gesellschaftlicher Inklusion, der Bildung und des Umweltschutzes in enger Zusammenarbeit mit Organisationen wie UNICEF, der Make-A-Wish-Foundation, den Boys & Girls Clubs of America, Autism Speaks, dem Amerikanischen Roten Kreuz, dem YMCA, World Vision, Save the Children, Let’s Move, den Special Olympics und anderen.

## Geschichte
Der Preis wird seit der Saison 2001/02 während der regulären NBA-Saison vornehmlich an Spieler der NBA verliehen, die eine wohltätige Organisation als Empfänger einer Spende bestimmen können. Preisträger erhalten seit der Saison 2002/03 eine David Robinson gewidmete Tafel, die David Robinson Plaque, mit der Inschrift: „Following the standard set by NBA Legend David Robinson, who improved the community piece by piece“ („Dem von NBA-Legende David Robinson gesetzten Standard folgend, der die Gemeinschaft Stück für Stück verbessert hat“). Seit 2008/09 gibt es zuweilen Preise für das Engagement während der Saisonpause und seit 2011/12 jährliche Saisonauszeichnungen. Nach dem Ableben von Bob Lanier im Mai 2022, der nach seiner aktiven Karriere für die NBA als Basketballbotschafter gewirkt hatte, wurde der Saisonpreis ab der Saison 2021/22 in Bob Lanier Community Assist Award umbenannt.
Während der Saisonpause der NBA wird unter dem Motto WNBA Cares in den Saisonmonaten der Women’s National Basketball Association (WNBA) seit der Saison 2008 auch monatlich der WNBA Community Assist Award an WNBA-Spielerinnen verliehen und seit der Saison 2017 ebenfalls als jährliche Auszeichnung. Die WNBA engagiert sich zusätzlich in der Brustkrebs- und Ovarialkrebsvorsorge.
Momentan werden die Preise von Kaiser Permanente bei den Herren und State Farm bei den Damen gesponsert (Stand: 2022). Gelegentlich wird wegen vermeintlicher oder tatsächlicher Bigotterie und moralisch widersprüchlicher Verflechtungen mit der Industrie gegen das NBA Cares-Programm polemisiert.

## Die NBA-Preisträger
 – Saisonpreisträger des Bob Lanier Community Assist Awards

 – Auszeichnung des Bob Lanier Community Assist Awards in der Sommerpause
| NBA Cares Community Assist Awards | NBA Cares Community Assist Awards | NBA Cares Community Assist Awards       | NBA Cares Community Assist Awards |
| Saison                            | Monat                             | Spieler                                 | Team                              |
| --------------------------------- | --------------------------------- | --------------------------------------- | --------------------------------- |
| 2001/02                           | Oktober 2001                      | Jerry Stackhouse                        | Detroit Pistons                   |
| 2001/02                           | November 2001                     | Shareef Abdur-Rahim                     | Atlanta Hawks                     |
| 2001/02                           | Dezember 2001                     | Eric Snow                               | Philadelphia 76ers                |
| 2001/02                           | Januar 2002                       | Adonal Foyle                            | Golden State Warriors             |
| 2001/02                           | Februar 2002                      | Kevin Garnett                           | Minnesota Timberwolves            |
| 2001/02                           | März 2002                         | Desmond Mason                           | Seattle SuperSonics               |
| 2001/02                           | April 2002                        | Shane Battier                           | Memphis Grizzlies                 |
| 2001/02                           | Mai 2002                          | Reggie Miller                           | Indiana Pacers                    |
| 2001/02                           | Juni 2002                         | Antoine Walker                          | Boston Celtics                    |
| 2002/03                           | Juli 2002                         | Jason Terry                             | Atlanta Hawks                     |
| 2002/03                           | August 2002                       | Shawn Marion                            | Phoenix Suns                      |
| 2002/03                           | September 2002                    | P.J. Brown                              | New Orleans Hornets               |
| 2002/03                           | Oktober 2002                      | Todd MacCulloch                         | Philadelphia 76ers                |
| 2002/03                           | November 2002                     | Michael Finley                          | Dallas Mavericks                  |
| 2002/03                           | Dezember 2002                     | Michael Curry                           | Detroit Pistons                   |
| 2002/03                           | Januar 2003                       | Malik Rose                              | San Antonio Spurs                 |
| 2002/03                           | Februar 2003                      | Chris Webber                            | Sacramento Kings                  |
| 2002/03                           | März 2003                         | Darrell Armstrong                       | Orlando Magic                     |
| 2002/03                           | April 2003                        | Allan Houston                           | New York Knicks                   |
| 2002/03                           | Mai 2003                          | Jerry Stackhouse                        | Washington Wizards                |
| 2002/03                           | Juni 2003 (Project Salute)        | Troy Hudson                             | Minnesota Timberwolves            |
| 2002/03                           | Juni 2003 (Project Salute)        | Ervin Johnson                           | Minnesota Timberwolves            |
| 2002/03                           | Juni 2003 (Project Salute)        | Mark Madsen                             | Minnesota Timberwolves            |
| 2002/03                           | Juni 2003 (Project Salute)        | Cherokee Parks                          | Los Angeles Clippers              |
| 2002/03                           | Juni 2003 (Project Salute)        | Shawn Marion                            | Phoenix Suns                      |
| 2003/04                           | Juli 2003                         | Antawn Jamison                          | Golden State Warriors             |
| 2003/04                           | August 2003                       | Jalen Rose                              | Chicago Bulls                     |
| 2003/04                           | September 2003                    | Dikembe Mutombo                         | New York Knicks                   |
| 2003/04                           | Oktober 2003                      | Rashard Lewis                           | Seattle SuperSonics               |
| 2003/04                           | November 2003                     | Aaron McKie                             | Philadelphia 76ers                |
| 2003/04                           | November 2003                     | Marc Jackson                            | Philadelphia 76ers                |
| 2003/04                           | Dezember 2003                     | Jermaine O’Neal                         | Indiana Pacers                    |
| 2003/04                           | Januar 2004                       | Karl Malone                             | Los Angeles Lakers                |
| 2003/04                           | Februar 2004                      | Dirk Nowitzki                           | Dallas Mavericks                  |
| 2003/04                           | März 2004                         | Carlos Boozer                           | Cleveland Cavaliers               |
| 2003/04                           | April 2004                        | Derek Fisher                            | Los Angeles Lakers                |
| 2003/04                           | Mai 2004                          | Lamar Odom                              | Miami Heat                        |
| 2003/04                           | Juni 2004                         | Kurt Thomas                             | New York Knicks                   |
| 2004/05                           | Juli 2004                         | Allen Iverson                           | Philadelphia 76ers                |
| 2004/05                           | August 2004                       | Team USA                                |                                   |
| 2004/05                           | September 2004                    | Adonal Foyle                            | Golden State Warriors             |
| 2004/05                           | Oktober 2004                      | Damon Stoudamire                        | Portland Trail Blazers            |
| 2004/05                           | November 2004                     | Steven Hunter                           | Phoenix Suns                      |
| 2004/05                           | November 2004                     | Marc Jackson                            | Philadelphia 76ers                |
| 2004/05                           | Dezember 2004                     | Shaquille O’Neal                        | Miami Heat                        |
| 2004/05                           | Januar 2005                       | Marcus Camby                            | Denver Nuggets                    |
| 2004/05                           | Februar 2005                      | Rasheed Wallace                         | Detroit Pistons                   |
| 2004/05                           | März 2005                         | Bruce Bowen                             | San Antonio Spurs                 |
| 2004/05                           | April 2005                        | Derek Fisher                            | Golden State Warriors             |
| 2004/05                           | Mai 2005                          | Jerome Williams                         | New York Knicks                   |
| 2004/05                           | Juni 2005                         | Chris Bosh                              | Toronto Raptors                   |
| 2005/06                           | Juli 2005                         | Vince Carter                            | New Jersey Nets                   |
| 2005/06                           | August 2005                       | Gilbert Arenas                          | Washington Wizards                |
| 2005/06                           | September 2005                    | NBA Players Involved in Katrina Efforts |                                   |
| 2005/06                           | Oktober 2005                      | Drew Gooden                             | Cleveland Cavaliers               |
| 2005/06                           | November 2005                     | Kevin Garnett                           | Minnesota Timberwolves            |
| 2005/06                           | Dezember 2005                     | Chris Webber                            | Philadelphia 76ers                |
| 2005/06                           | Januar 2006                       | Bruce Bowen                             | San Antonio Spurs                 |
| 2005/06                           | Februar 2006                      | Charlie Villanueva                      | Toronto Raptors                   |
| 2005/06                           | März 2006                         | Raja Bell                               | Phoenix Suns                      |
| 2005/06                           | April 2006                        | Rasheed Wallace                         | Detroit Pistons                   |
| 2005/06                           | Mai 2006                          | Theo Ratliff                            | Portland Trail Blazers            |
| 2005/06                           | Juni 2006                         | LeBron James                            | Cleveland Cavaliers               |
| 2006/07                           | Juli 2006                         | Alonzo Mourning                         | Miami Heat                        |
| 2006/07                           | August 2006                       | Bo Outlaw                               | Orlando Magic                     |
| 2006/07                           | September 2006                    | Chris Paul                              | New Orleans/Oklahoma City Hornets |
| 2006/07                           | Oktober 2006                      | Eric Snow                               | Cleveland Cavaliers               |
| 2006/07                           | November 2006                     | Marcus Banks                            | Phoenix Suns                      |
| 2006/07                           | Dezember 2006                     | Jermaine O’Neal                         | Indiana Pacers                    |
| 2006/07                           | Januar 2007                       | Rasual Butler                           | New Orleans/Oklahoma City Hornets |
| 2006/07                           | Februar 2007                      | Greg Buckner                            | Dallas Mavericks                  |
| 2006/07                           | März 2007                         | Al Harrington                           | Golden State Warriors             |
| 2006/07                           | April 2007                        | Luol Deng                               | Chicago Bulls                     |
| 2006/07                           | Mai 2007                          | Mike Miller                             | Memphis Grizzlies                 |
| 2006/07                           | Juni 2007                         | Caron Butler                            | Washington Wizards                |
| 2007/08                           | Juli 2007                         | Dwight Howard                           | Orlando Magic                     |
| 2007/08                           | August 2007                       | Dwyane Wade                             | Miami Heat                        |
| 2007/08                           | September 2007                    | Emeka Okafor                            | Charlotte Bobcats                 |
| 2007/08                           | Oktober 2007                      | Jamal Crawford                          | New York Knicks                   |
| 2007/08                           | November 2007                     | Chris Duhon                             | Chicago Bulls                     |
| 2007/08                           | Dezember 2007                     | Dirk Nowitzki                           | Dallas Mavericks                  |
| 2007/08                           | Januar 2008                       | Tracy McGrady                           | Houston Rockets                   |
| 2007/08                           | Februar 2008                      | Al Horford                              | Atlanta Hawks                     |
| 2007/08                           | März 2008                         | Stephen Jackson                         | Golden State Warriors             |
| 2007/08                           | April 2008                        | Kevin Garnett                           | Boston Celtics                    |
| 2007/08                           | Mai 2008                          | Mike Miller                             | Memphis Grizzlies                 |
| 2007/08                           | Juni 2008                         | LeBron James                            | Cleveland Cavaliers               |
| 2008/09                           | Juli 2008                         | Alonzo Mourning                         | Miami Heat                        |
| 2008/09                           | August 2008                       | Charlie Villanueva                      | Milwaukee Bucks                   |
| 2008/09                           | September 2008                    | Chris Paul                              | New Orleans Hornets               |
| 2008/09                           | Oktober 2008                      | Amar'e Stoudemire                       | Phoenix Suns                      |
| 2008/09                           | November 2008                     | Jason Terry                             | Dallas Mavericks                  |
| 2008/09                           | Dezember 2008                     | Peja Stojaković                         | New Orleans Hornets               |
| 2008/09                           | Januar 2009                       | Dwight Howard                           | Orlando Magic                     |
| 2008/09                           | Februar 2009                      | Samuel Dalembert                        | Philadelphia 76ers                |
| 2008/09                           | März 2009                         | Devin Harris                            | New Jersey Nets                   |
| 2008/09                           | April 2009                        | Leon Powe                               | Boston Celtics                    |
| 2009/10                           | Saisonpause 2009                  | Daequan Cook                            | Miami Heat                        |
| 2009/10                           | Oktober 2009                      | Dwight Howard                           | Orlando Magic                     |
| 2009/10                           | November 2009                     | Shaquille O’Neal                        | Cleveland Cavaliers               |
| 2009/10                           | Dezember 2009                     | Jason Kidd                              | Dallas Mavericks                  |
| 2009/10                           | Januar 2010                       | Samuel Dalembert                        | Philadelphia 76ers                |
| 2009/10                           | Februar 2010                      | Ronny Turiaf                            | Golden State Warriors             |
| 2009/10                           | März 2010                         | Rudy Gay                                | Memphis Grizzlies                 |
| 2009/10                           | April 2010                        | Juwan Howard                            | Portland Trail Blazers            |
| 2010/11                           | Saisonpause 2010                  | Dwyane Wade                             | Miami Heat                        |
| 2010/11                           | Oktober 2010                      | Chris Paul                              | New Orleans Hornets               |
| 2010/11                           | November 2010                     | Deron Williams                          | Utah Jazz                         |
| 2010/11                           | Dezember 2010                     | Zach Randolph                           | Memphis Grizzlies                 |
| 2010/11                           | Januar 2011                       | Ray Allen                               | Boston Celtics                    |
| 2010/11                           | Februar 2011                      | Brandon Jennings                        | Milwaukee Bucks                   |
| 2010/11                           | März 2011                         | Al Horford                              | Atlanta Hawks                     |
| 2011/12                           | Februar 2012                      | Wesley Matthews                         | Portland Trail Blazers            |
| 2011/12                           | März 2012                         | Gerald Henderson                        | Charlotte Bobcats                 |
| 2011/12                           | April 2012                        | Rudy Gay                                | Memphis Grizzlies                 |
| 2011/12                           | Saison 2011/12                    | Pau Gasol                               | Los Angeles Lakers                |
| 2012/13                           | November 2012                     | Deron Williams                          | Brooklyn Nets                     |
| 2012/13                           | Dezember 2012                     | Kevin Love                              | Minnesota Timberwolves            |
| 2012/13                           | Januar 2013                       | Zach Randolph                           | Memphis Grizzlies                 |
| 2012/13                           | Februar 2013                      | Kenneth Faried                          | Denver Nuggets                    |
| 2012/13                           | März 2013                         | Damian Lillard                          | Portland Trail Blazers            |
| 2012/13                           | April 2013                        | Chris Paul                              | Los Angeles Clippers              |
| 2012/13                           | Saison 2012/13                    | Dwyane Wade                             | Miami Heat                        |
| 2013/14                           | Oktober 2013                      | George Hill                             | Indiana Pacers                    |
| 2013/14                           | November 2013                     | Zach Randolph                           | Memphis Grizzlies                 |
| 2013/14                           | Dezember 2013                     | Rajon Rondo                             | Boston Celtics                    |
| 2013/14                           | Januar 2014                       | Stephen Curry                           | Golden State Warriors             |
| 2013/14                           | Februar 2014                      | Anthony Davis                           | New Orleans Pelicans              |
| 2013/14                           | März 2014                         | Dwight Howard                           | Houston Rockets                   |
| 2013/14                           | April 2014                        | Serge Ibaka                             | Oklahoma City Thunder             |
| 2013/14                           | Saison 2013/14                    | Stephen Curry                           | Golden State Warriors             |
| 2014/15                           | Oktober 2014                      | Russell Westbrook                       | Oklahoma City Thunder             |
| 2014/15                           | November 2014                     | Klay Thompson                           | Golden State Warriors             |
| 2014/15                           | Dezember 2014                     | Ben McLemore                            | Sacramento Kings                  |
| 2014/15                           | Januar 2015                       | Anthony Davis                           | New Orleans Pelicans              |
| 2014/15                           | Februar 2015                      | Joakim Noah                             | Chicago Bulls                     |
| 2014/15                           | März 2015                         | Tobias Harris                           | Orlando Magic                     |
| 2014/15                           | April 2015                        | Chris Paul                              | Los Angeles Clippers              |
| 2014/15                           | Saison 2014/15                    | Russell Westbrook                       | Oklahoma City Thunder             |
| 2015/16                           | Oktober 2015                      | John Wall                               | Washington Wizards                |
| 2015/16                           | November 2015                     | Carmelo Anthony                         | New York Knicks                   |
| 2015/16                           | Dezember 2015                     | Victor Oladipo                          | Orlando Magic                     |
| 2015/16                           | Januar 2016                       | Mike Conley, Jr.                        | Memphis Grizzlies                 |
| 2015/16                           | Februar 2016                      | Andre Drummond                          | Detroit Pistons                   |
| 2015/16                           | März 2016                         | Anthony Davis                           | New Orleans Pelicans              |
| 2015/16                           | April 2016                        | Zach LaVine                             | Minnesota Timberwolves            |
| 2015/16                           | Saison 2015/16                    | John Wall                               | Washington Wizards                |
| 2016/17                           | Oktober 2016                      | Tobias Harris                           | Detroit Pistons                   |
| 2016/17                           | November 2016                     | C.J. McCollum                           | Portland Trail Blazers            |
| 2016/17                           | Dezember 2016                     | Isaiah Thomas                           | Boston Celtics                    |
| 2016/17                           | Januar 2017                       | Zach Randolph                           | Memphis Grizzlies                 |
| 2016/17                           | Februar 2017                      | Elfrid Payton                           | Orlando Magic                     |
| 2016/17                           | März 2017                         | Jrue Holiday                            | New Orleans Pelicans              |
| 2016/17                           | April 2017                        | Jimmy Butler                            | Chicago Bulls                     |
| 2016/17                           | Saison 2016/17                    | Isaiah Thomas                           | Boston Celtics                    |
| 2017/18                           | Saisonpause 2017                  | DeMarcus Cousins                        | New Orleans Pelicans              |
| 2017/18                           | Oktober 2017                      | J.J. Barea                              | Dallas Mavericks                  |
| 2017/18                           | November 2017                     | Ricky Rubio                             | Utah Jazz                         |
| 2017/18                           | Dezember 2017                     | LeBron James                            | Cleveland Cavaliers               |
| 2017/18                           | Januar 2018                       | Kevin Durant                            | Golden State Warriors             |
| 2017/18                           | Februar 2018                      | C.J. McCollum                           | Portland Trail Blazers            |
| 2017/18                           | März 2018                         | Dwyane Wade                             | Miami Heat                        |
| 2017/18                           | Saison 2017/18                    | Kevin Durant                            | Golden State Warriors             |
| 2018/19                           | Saisonpause 2018                  | LeBron James                            | Los Angeles Lakers                |
| 2018/19                           | Oktober 2018                      | Dwight Powell                           | Dallas Mavericks                  |
| 2018/19                           | November 2018                     | Damian Lillard                          | Portland Trail Blazers            |
| 2018/19                           | Dezember 2018                     | Khris Middleton                         | Milwaukee Bucks                   |
| 2018/19                           | Januar 2019                       | Mike Conley, Jr.                        | Utah Jazz                         |
| 2018/19                           | Februar 2019                      | Pascal Siakam                           | Toronto Raptors                   |
| 2018/19                           | März 2019                         | Jarrett Allen                           | Brooklyn Nets                     |
| 2018/19                           | Saison 2018/19                    | Bradley Beal                            | Washington Wizards                |
| 2019/20                           | Saisonpause 2019                  | Gorgui Dieng                            | Minnesota Timberwolves            |
| 2019/20                           | Oktober 2019                      | Kevin Love                              | Cleveland Cavaliers               |
| 2019/20                           | November 2019                     | Devin Booker                            | Phoenix Suns                      |
| 2019/20                           | Dezember 2019                     | DeAndre Jordan                          | Brooklyn Nets                     |
| 2019/20                           | Januar 2020                       | Trae Young                              | Atlanta Hawks                     |
| 2019/20                           | Februar 2020                      | Langston Galloway                       | Detroit Pistons                   |
| 2019/20                           | Saison 2019/20                    | Harrison Barnes                         | Sacramento Kings                  |
| 2019/20                           | Saison 2019/20                    | Jaylen Brown                            | Boston Celtics                    |
| 2019/20                           | Saison 2019/20                    | George Hill                             | Milwaukee Bucks                   |
| 2019/20                           | Saison 2019/20                    | Chris Paul                              | Oklahoma City Thunder             |
| 2019/20                           | Saison 2019/20                    | Dwight Powell                           | Dallas Mavericks                  |
| 2020/21                           | Saisonpause 2020                  | Donovan Mitchell                        | Utah Jazz                         |
| 2020/21                           | Januar 2021                       | Jrue Holiday                            | Milwaukee Bucks                   |
| 2020/21                           | Januar 2021                       | Josh Richardson                         | Dallas Mavericks                  |
| 2020/21                           | Februar 2021                      | Patty Mills                             | San Antonio Spurs                 |
| 2020/21                           | März 2021                         | Joel Embiid                             | Philadelphia 76ers                |
| 2020/21                           | April 2021                        | Damian Lillard                          | Portland Trail Blazers            |
| 2020/21                           | Mai 2021                          | Devin Booker                            | Phoenix Suns                      |
| 2020/21                           | Saison 2020/21                    | Devin Booker                            | Phoenix Suns                      |
| 2021/22                           | Saisonpause 2021                  | Ricky Rubio                             | Cleveland Cavaliers               |
| 2021/22                           | Oktober 2021                      | Tobias Harris                           | Philadelphia 76ers                |
| 2021/22                           | November 2021                     | Karl-Anthony Towns                      | Minnesota Timberwolves            |
| 2021/22                           | Dezember 2021                     | Jaren Jackson                           | Memphis Grizzlies                 |
| 2021/22                           | Januar 2022                       | Gary Payton II                          | Golden State Warriors             |
| 2021/22                           | Februar 2022                      | Trae Young                              | Atlanta Hawks                     |
| 2021/22                           | März 2022                         | Bismack Biyombo                         | Phoenix Suns                      |
| 2021/22                           | Saison 2021/22                    | Gary Payton II                          | Golden State Warriors             |
| 2022/23                           | Saisonpause 2022                  | Pat Connaughton                         | Milwaukee Bucks                   |
| 2022/23                           | Oktober 2022                      | Marcus Smart                            | Boston Celtics                    |
| 2022/23                           | November 2022                     | Tyrese Maxey                            | Philadelphia 76ers                |
| 2022/23                           | Dezember 2022                     | Cameron Payne                           | Phoenix Suns                      |
| 2022/23                           | Januar 2023                       | Alex Caruso                             | Chicago Bulls                     |
| 2022/23                           | Februar 2023                      | Keita Bates-Diop                        | San Antonio Spurs                 |
| 2022/23                           | März 2023                         | Brook Lopez                             | Milwaukee Bucks                   |
| 2022/23                           | Saison 2022/23                    | Brook Lopez                             | Milwaukee Bucks                   |
| 2023/24                           | Saisonpause 2023                  | Ayo Dosunmu                             | Chicago Bulls                     |
| 2023/24                           | Oktober 2023                      | C. J. McCollum                          | New Orleans Pelicans              |
| 2023/24                           | November 2023                     | Kyle Kuzma                              | Washington Wizards                |
| 2023/24                           | Dezember 2023                     | Giannis Antetokounmpo                   | Milwaukee Bucks                   |
| 2023/24                           | Januar 2024                       | Julius Randle                           | New York Knicks                   |
| 2023/24                           | Februar 2024                      | Terance Mann                            | Los Angeles Clippers              |
| 2023/24                           | März 2024                         | DeMar DeRozan                           | Chicago Bulls                     |
| 2023/24                           | April 2024                        | Luka Dončić                             | Dallas Mavericks                  |
| 2024/25                           | Saisonpause 2024                  | Tyrese Maxey                            | Philadelphia 76ers                |
| 2024/25                           | Oktober 2024                      | Cole Anthony                            | Orlando Magic                     |
| 2024/25                           | November 2024                     | Onyeka Okongwu                          | Atlanta Hawks                     |
| 2024/25                           | Dezember 2024                     | Jalen Brunson                           | New York Knicks                   |
| 2024/25                           | Januar 2025                       | Wendell Carter Jr.                      | Orlando Magic                     |
| 2024/25                           | Februar 2025                      | Harrison Barnes                         | San Antonio Spurs                 |
| 2024/25                           | März 2025                         | Anfernee Simons                         | Portland Trailblazers             |
| 2024/25                           | April 2025                        | Immanuel Quickley                       | Toronto Raptors                   |